# Международная премия ЮНЕСКО-России имени Д. И. Менделеева
Международная премия ЮНЕСКО-России им. Д.И. Менделеева присваивается за достижения в области фундаментальных наук. Была учреждена по инициативе Российской Федерации в 2019 году в целях содействия научному прогрессу, популяризации естественных наук и развитию международного сотрудничества.
Премия присуждается ежегодно сразу двум лауреатам, предусматривая для каждого денежное вознаграждения в размере 250 000 долларов США. Каждый лауреат также получает золотую медаль и диплом.
Первыми лауреатами Премии в 2021 году стали профессоры Винченцо Бальзани (Италия) и Юрий Оганесян (Российская Федерация). Решение о присуждении премии было принято на основании рекомендации авторитетного международного жюри под председательством лауреата Нобелевской премии Жан-пьера Соважа.
Лауреатами 2022 года стали заведующая лабораторией элементоорганических соединений химического факультета МГУ академик РАН Ирина Белецкая и почётный директор Института исследования полимеров Общества Макса Планка (Майнц, Германия) профессор Клаус Александр Мюллен.